# Centauri Montes
Centauri Montes es una cordillera del planeta Marte, situada en torno a las coordenadas 39.2º S 95.9º E, en el cuadrángulo Hellas. Tiene unos 270 km de diámetro.
Fue identificado por primera vez a partir del contraste de brillo/oscuridad de las señales de albedo fotografiadas por Eugène Antoniadi y recibió su nombre según la nomenclatura estándar para los accidentes geográficos de Marte.

## Características

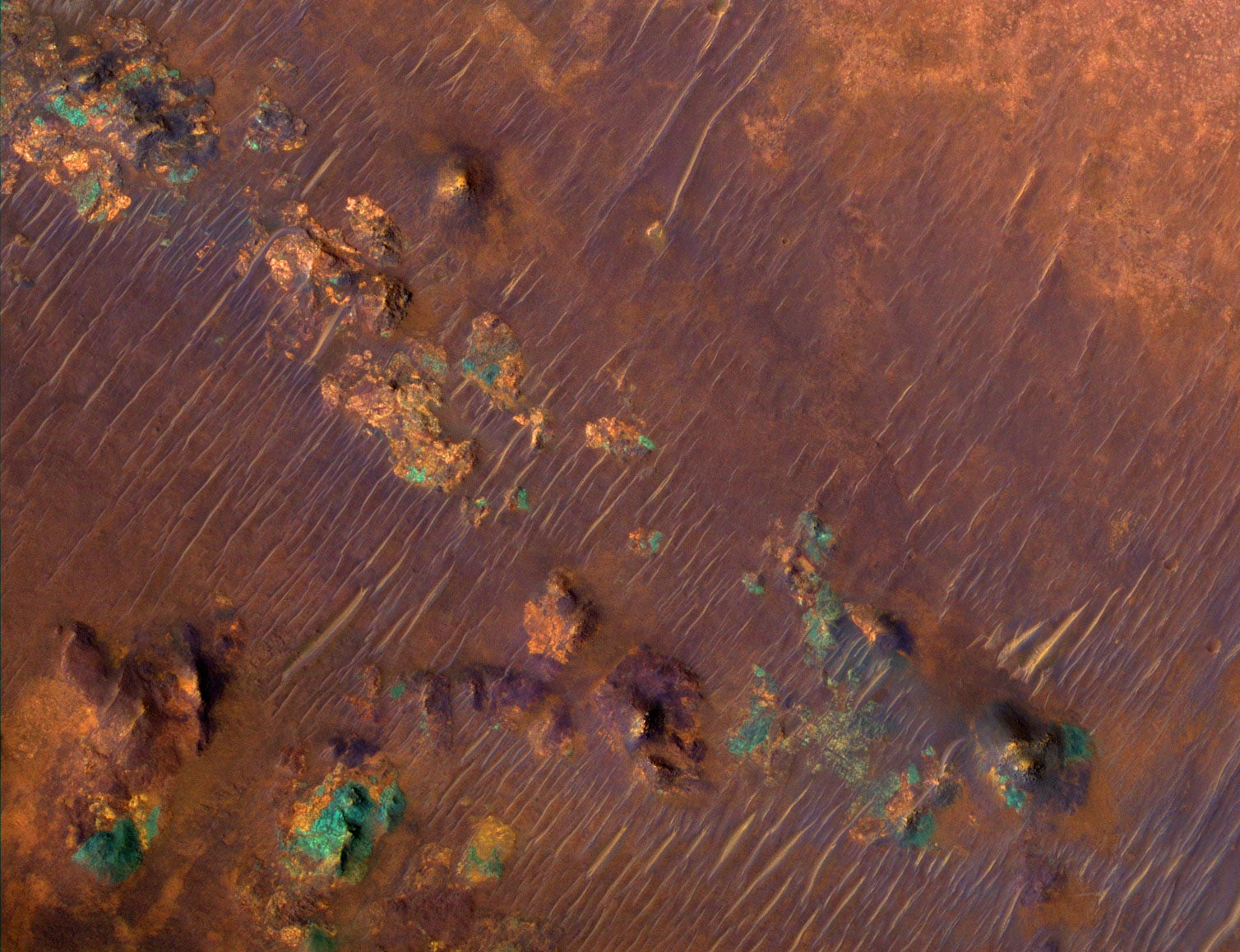
Imagen en falso color

Posteriormente fue fotografiado (24 de marzo de 2007) por la sonda Mars Reconnaissance Orbiter como parte de una campaña para localizar sitios de aterrizaje apropiados para la sonda Mars Science Laboratory rover, que tiene prevista su llegada en 2009. La imagen en falso color es una composición de varias imágenes, en la zona infrarroja, roja y azul del espectro y cubre un área de un kilómetro cuadrado. Muestra terrenos arcillosos (marrón y naranja), zonas basálticas (púrpura) y crecimientos rocosos ricos en piroxeno (azul-verdoso).

## Presencia de agua

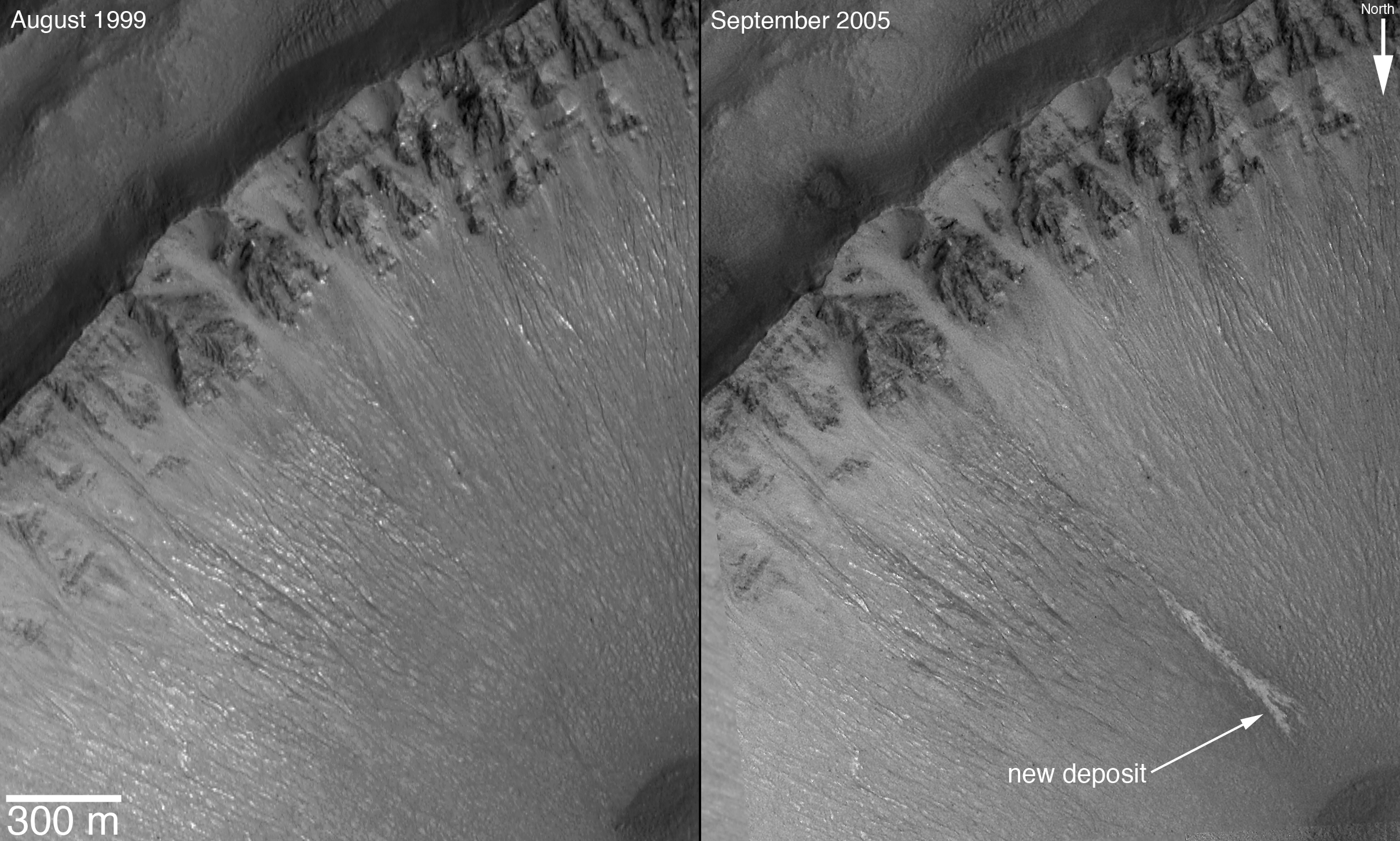

Este barranco situado en un cráter de los Centauri Montes no existía cuando fue fotografiado en 1999, pero aparece claramente en 2005. La apariencia a simple vista en la versión ampliada es de una escorrentía de agua líquida, aunque los científicos también apuntaron la posibilidad de que se tratara de dióxido de carbono, que puede comportarse como un fluido a algunas temperaturas y presiones.
Los investigadores declararon que podía ser agua salina, agua con gran cantidad de sedimentos o agua ácida ya que los caudales son estrechos en su comienzo y se abren en deltas. De acuerdo con Ken Edgett, el investigador que trabajó sobre estos datos, la cantidad total de agua podría ser equivalente a unas 10-15 piscinas (unos 300000 hectolitros). Las imágenes de la sonda Mars Global Surveyor confirmaron el hallazgo.